# Мелена (нимфа)
Мелена (или Мелајна) је у грчкој митологији била нимфа.

## Митологија
Била је Најада са извора у Корикијској пећини, која се налазила на планини Парнас, односно на Делфима у Фокиди. Њено име значи „црна“ и указује да је представљала подземне воде. Према Паусанији, била је кћерка речног бога Кефиса и са богом Аполоном је имала сина Делфа. Била је поистовећена са нимфом Тијом, која је такође помињана као Делфова мајка, али и са Клеодором и Корикијом.